# 井口 (津山市)
井口（いのくち）は岡山県津山市にある地名。郵便番号は708-0885。交差点名などで井ノ口と書かれる例もある。

## 地理
吉井川の南に位置する。地域の南には神南備山がある。

### 河川
- 吉井川

## 歴史

### 沿革
- 1889年6月1日 - 町村制施行に伴い、久米南条郡井口村が同郡一方村、大谷村、北村、皿村、高尾村、中島村、平福村、福田村と合併し、佐良山村となる。井口村は大字井口となる。
- 1900年4月1日 - 久米南条郡が久米北条郡と合併し、久米郡となる。
- 1901年4月1日 - 佐良山村大字大谷が福岡村へ編入される。
- 1941年2月11日 -久米郡佐良山村が苫田郡東苫田村とともに津山市へ編入される。

## 世帯数と人口
2021年（令和3年）1月1日現在の世帯数と人口は以下の通りである。
| 町丁 | 世帯数  | 人口  |
| ---- | ------- | ----- |
| 井口 | 169世帯 | 270人 |

## 小・中学校の学区
市立小・中学校に通う場合、学区は以下の通りとなる。
| 番地 | 小学校           | 中学校               |
| ---- | ---------------- | -------------------- |
| 全域 | 津山市立南小学校 | 津山市立津山西中学校 |

## 交通

### 道路
- 国道53号（国道179号、国道429号と重複区間）
- 国道179号（国道53号、国道429号と重複区間）
- 国道429号（国道53号、国道179号と重複区間）

上記は通常は最も若い数字の国道53号で呼ばれる

## 施設
- 長法寺
- つやま市民活動センター
- ネッツトヨタ山陽津山店